# Monica (sång)
Monica är en sång skriven av Magnus Andersson (musik) och Lars Waldefeldt (text). En inspelning av Magnus kvintett släpptes på singel 1964. låg under perioden 20 mars-22 maj 1965 på Svensktoppen i 10 veckor, med andraplats som högsta placering. Den spelades också in 1975 av Nils Dacke på albumet Nils Dacke spelar partyorgel (3) .  och 2005 av Fernandoz på albumet Minnenas allé. 
Sången spelades även in 1983 av Wallonerna på albumet Dansmusik. och av Saints.
Den har också spelats in av Flamingokvintetten.

### Fotnoter
1. ↑  ”Monica”. Svensk mediedatabas. 26 februari 1965. http://smdb.kb.se/catalog/id/001455980. Läst 19 september 2014.
2. ↑  ”Monica”. Svensk mediedatabas. 26 februari 1965. http://smdb.kb.se/catalog/id/001455980. Läst 19 september 2014.
3. ↑  ”Discografi”. Magnus kvintett. 26 februari 1964. Arkiverad från originalet den 6 mars 2011. https://web.archive.org/web/20110306002205/http://www.magnuskvintett.se/MAGNUS/discografi.html. Läst 19 september 2014.
4. ↑  ”Svensktoppen”. Sveriges Radio. 26 februari 1965. http://sverigesradio.se/Diverse/AppData/Isidor/files/2023/3463.txt. Läst 19 september 2014.
5. ↑  ”Nils Dacke spelar partyorgel ( 3)”. Svensk mediedatabas. 26 februari 1975. http://smdb.kb.se/catalog/id/001884976. Läst 19 september 2014.
6. ↑  ”Minnenas allé”. Svensk mediedatabas. 26 februari 2005. http://smdb.kb.se/catalog/id/002005991. Läst 19 september 2014.
7. ↑  ”Dansmusik”. Svensk mediedatabas. 26 februari 1983. http://smdb.kb.se/catalog/id/001888844. Läst 19 september 2014.
8. ↑  ”Saints”. Svensk mediedatabas. 26 februari 1983. http://smdb.kb.se/catalog/id/001891195. Läst 19 september 2014.
9. ↑  ”Flamingokvintetten : 20 : 30-årsjubileum 1960-1990”. Svensk mediedatabas. 26 februari 1989. http://smdb.kb.se/catalog/id/001480392. Läst 19 september 2014.